# Epirusz (régió)
Epirusz (görög betűkkel: Ήπειρος [Ípirosz]) egyike Görögország tizenhárom közigazgatási régiójának az ország északnyugati részében.
Területe 9203 km² (valamivel nagyobb, mint a legnagyobb magyar vármegye, Bács-Kiskun). Lakóinak száma 358 698 (2005-ös adat), ezzel a legkisebb népességű görög régió. A régió lakóinak csaknem egyharmada a közigazgatási székhelyben, Joáninában él.

## Prefektúrái
| Epirusz prefektúrái | 1. Árta (Άρτα) 2. Joánina (Ιωάννινα) 3. Préveza (Πρέβεζα) 4. Theszprotía (Θεσπρωτία) |

## Jelentős városai
- Joánina (Ιωάννινα)
- Árta (Άρτα)
- Préveza (Πρέβεζα)
- Igumeníca (Ηγουμενίτσα)
- Mécovo (Μέτσοβο)
- Paramithiá (Παραμυθιά)
- Párga (Πάργα)
- Szívota (Σύβοτα)
- Kónica (Κόνιτσα)

## Demográfiája
A legnéptelenebb görög régió, ami annak tudható be, hogy a 20. század háborúi súlyosan érintették ezt a környéket, sokan pedig a nehéz életkörülmények miatt hagyták el.
A régió népességének nagy többsége görög, de jelentős koncentrációban élnek itt arománok is, akik többnyire görögnek tartják magukat. Számuk nehezen megállapítható, hiszen a thrákiai görög mozlim kisebbségen kívül Görögország nem ismer el más etnikai kisebbséget a területén.
Amikor 1913-ban, a második Balkán-háború lezárásaként meghúzták a görög–albán határt, Görögországban is maradtak albán többségű falvak, az albán oldalon pedig görög települések. Dél-Albánia és Epirusz egy összefüggő területét az albánok Çamëria néven összetartozó régióként ismerik, ahol korábban a çam nevű albán kisebbségi csoport lakott. A görögök nem ismerik el hivatalosan, hogy ezt a kisebbséget a görög polgárháború során (1946–1949) kiűzték az országból.